# Bajorki
Bajorki (deutsch Bajohrental, 1938 bis 1945 Blankental) ist eine nicht bewohnte Ortsstelle in der polnischen Woiwodschaft Ermland-Masuren. Sie gehört zum Gebiet der Gmina Srokowo (Landgemeinde Drengfurth) im Powiat Kętrzyński (Kreis Rastenburg).

## Geographische Lage
Bajorki liegt in der nördlichen Mitte der Woiwodschaft Ermland-Masuren, 18 Kilometer südöstlich der einstigen Kreisstadt Gerdauen (heute russisch Schelesnodoroschny) bzw. 24 Kilometer nordöstlich der heutigen Kreismetropole Kętrzyn (deutsch Rastenburg).

## Geschichte
Bajohrental bestand lediglich aus einem großen Hof und war bis 1945 ein Wohnplatz in der Gemeinde Klein Bajohren (1938 bis 1945 Kleinblankenfelde, polnisch Bajory Małe) im ostpreußischen Kreis Gerdauen. Im Jahre 1885 zählte Bajohrental 32 Einwohner, 1905 waren es noch 26. Am 3. Juni – amtlich wirksam am 16. Juli – 1938 wurde Bajohrental aus politisch-ideologischen Gründen der Abwehr fremdländisch klingender Ortsnamen in „Blankental“ umbenannt.
In Kriegsfolge kam der Ort 1945 mit dem gesamten südlichen Ostpreußen zu Polen und erhielt die polnische Namensform „Bajorki“. Heute handelt es sich um eine „Opuszczona osada“ (=„verlassene Siedlung“), die in das Gebiet der Landgemeinde Srokowo (Drengfurth) im Powiat Kętrzyński (Kreis Rastenburg) – bis 1998 der Woiwodschaft Olsztyn, seither der Woiwodschaft Ermland-Masuren zugehörig – integriert ist.

## Kirche
Bajohrental resp. Blankental war bis 1945 in das evangelische Kirchspiel Nordenburg (heute russisch Krylowo) in der Kirchenprovinz Ostpreußen der Kirche der Altpreußischen Union sowie in die katholische Kirche Angerburg (polnisch Węgorzewo) im damaligen  Bistum Ermland eingepfarrt.

## Verkehr
Die Ortsstelle Bajorki ist von Bajory Małe (Klein Bajohren, 1938 bis 1945 Kleinblankenfelde) und von Bajorski Gaj (Bajohrenwalde, 1938 bis 1945 Blankenwalde) aus über direkte Wege zu erreichen.